# 木下浩作
木下 浩作（きのした こうさく）は、日本の医学者、医師。専門は、救急医学・脳神経外科学、外傷学、脳卒中医学。学位は、博士（医学）。
日本大学医学部長、日本大学医学部救急医学系救急集中治療医学分野主任教授、日本大学医学部附属板橋病院救命救急センター部長。

## 人物
2022年4月から後藤田卓志の後任として日本大学第17代医学部長を務めている。

## 略歴
- 1987年3月 - 日本大学医学部卒業[2]
- 1991年3月 - 日本大学より博士（医学）を取得[3]
- 2005年1月 - 日本大学医学部救急医学講座講師[2]
- 2006年5月 - 日本大学医学部救急医学講座助教授[4]
- 2007年4月 - 日本大学医学部救急医学系救急集中治療医学分野准教授[2]
- 2010年11月 - 日本大学医学部救急医学系救急集中治療医学分野准教授・診療教授[2]
- 2012年11月 - 日本大学医学部救急医学系救急集中治療医学分野教授[2]
- 2016年12月 - 日本大学医学部救急医学系救急集中治療医学分野主任教授[2]
- 2022年4月 - 日本大学医学部長[5]、日本大学医学部救急医学系救急集中治療医学分野主任教授